# Hassen Bayou
Pour les articles homonymes, voir Bayou (homonymie).
Hassen Bayou, né le 21 août 1949 à Tunis (Bab Souika), est un footballeur tunisien jouant au poste d'attaquant.

## Biographie
Il rejoint les rangs du Club africain dans les catégories juniors avant de passer chez les seniors lors de la saison 1968-1969. Bien qu'il ne soit pas doté d'une grande technique, il est très efficace, en particulier lors des grandes occasions : c'est ainsi que la plupart de ses buts ont été marqués contre les grandes équipes, notamment l'Espérance sportive de Tunis (EST), dont il est alors considéré comme la « bête noire ». Il marque en effet un triplé, le 9 octobre 1977 (5-2), alors qu'en 1976, il ne marque que deux buts durant toute la saison, tous deux contre l'EST à l'occasion des matchs aller et retour.
Il ne manque à son palmarès que l'équipe nationale dont il est pourtant titulaire mais uniquement dans les catégories juniors. Il met fin à sa carrière en 1979 mais reste très proche de son équipe où il assure les fonctions d'accompagnateur ou encore de délégué de l'équipe des seniors.

## Palmarès
- Championnat de Tunisie : 1973, 1974, 1979
- Coupe de Tunisie : 1970, 1972, 1973, 1976
- Coupe du Maghreb des vainqueurs de coupe : 1971
- Coupe du Maghreb des clubs champions : 1974, 1975, 1976
- Championnat de Tunisie espoirs : 1968

| Compétition            | Matches joués | Buts marqués |
| ---------------------- | ------------- | ------------ |
| Championnat de Tunisie | 170           | 60           |
| Coupe de Tunisie       | 25            | 14           |
| Coupes maghrébines     | 10            | 2            |